# Kuredhdhoo
Kuredu är en ö i Maldiverna. Den ligger i den norra delen av landet. På ön finns bebyggelse och parker.